# بيجرلو
بيجرلو هي قرية في مقاطعة ميانة، إيران. عدد سكان هذه القرية هو 170 في سنة 2006.